# Valor R (aislamiento)

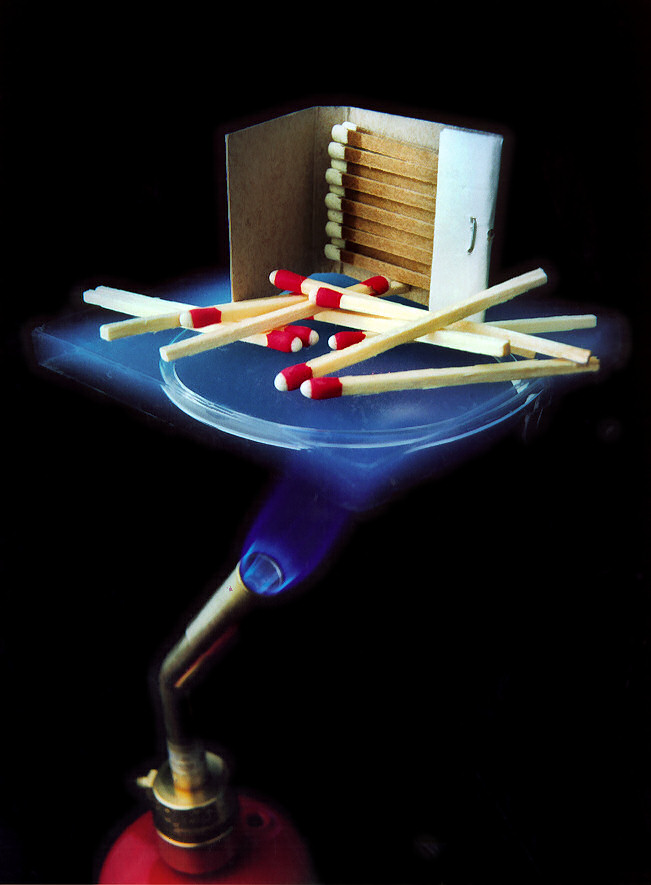
Aerogel es un aislante térmico extremadamente bueno, el cual en una presión de una décima parte de atmósfera, tiene un valor R de R-20 por pulgada de grosor, comparado con R-3.5/pulgada para una manta de fiberglás.

En construcción, el valor R es una medida de cómo resiste al flujo conductor de calor una barrera superficial, como una capa de aislamiento, un muro, una ventana o una cubierta. Los valores R miden la resistencia térmica por unidad del área expuesta de una barrera. Cuanto más grande es el valor R, más grande será la resistencia, y mejor las propiedades aislantes térmicas de la barrera. Los valores R se utilzan para describir la eficacia del material aislante y en el análisis del flujo de calor a través de elementos constructivos (como muros, suelos, techos y ventanas) bajo condiciones de estado estables. El flujo de calor a través de una barrera considera la diferencia de temperatura entre los dos lados de la barrera, y el valor R cuantifica la eficacia de la resistencia del elemento constructivo a este paso: la diferencia de temperatura dividida por el valor R y multiplicada por el área de la superficie de la barrera da el índice total de flujo de calor a través de la barrera, medido en vatios hora.